# 齊訥卡片

齊訥卡片

齊訥卡片(Zener card)是用來進行超感官知覺實驗的卡片，通常是透視。
齊訥卡片是由超心理學家約瑟夫·邦克斯·萊因發明來做為簡易統計測量且無歧義的科學方法以測試超感官知覺。萊因是以其同僚－知覺心理學家卡爾·齊訥的名字來為此命名。齊訥選了五種圖案做為卡片的樣式。當齊訥卡片在1920年代剛發明的時候，它是用手來洗牌的，但之後改以機器來洗牌。
一組卡片有25張牌，每個圖案各五張。這五種圖案分別有圓圈、四端等長之希臘十字、五芒的星形、正方形和三條垂直的波浪線。
當齊訥卡片第一次被使用時，它們是以極簿的半透明白紙製成。某些受測者或受測者的團體在早期曾得到很高的分數，但很快地就發現到，這些受測者時常可以由卡片背面就直接看到卡片上的符號。於是這些卡片便被重新設計成不論在任何情況下都無法由背面看出的設計。一系列的牌組將其背面加上在杜克大學校園內建築的圖樣，但這其實是一項很壞的選擇。魔術師們可在齊訥卡片上做一些手腳，而變成很高明的單相牌。